# Kentsk tärna
Kentsk tärna (Thalasseus sandvicensis) är en fågelart som tillhör familjen måsfåglar. Den förekommer utmed kuster i Europa, i Svarta och Kaspiska havet sant från östra USA söderut till Argentina. Fågeln är en relativt stor tärna med i häckningsdräkt svart hjässa med en spretig tofs. Näbben är unikt svart med gul spets. 

## Utseende och läte
En adult kentsk tärna mäter 37–43 centimeter på längden och har ett vingspann på cirka 100–110 cm. Ovansidan av vingarna är ljusgrå medan undersidan och halsen är vita. Den korta stjärten är kluven. I häckningsdräkt har den helsvart hjässa, med en svart rufsig tofs i nacken. I vinterdräkt är den vit i pannan och den svarta tofsen är mer sliten. Hanar och honor har samma utseende. Näbben är lång och svart med ljusgul spets. 

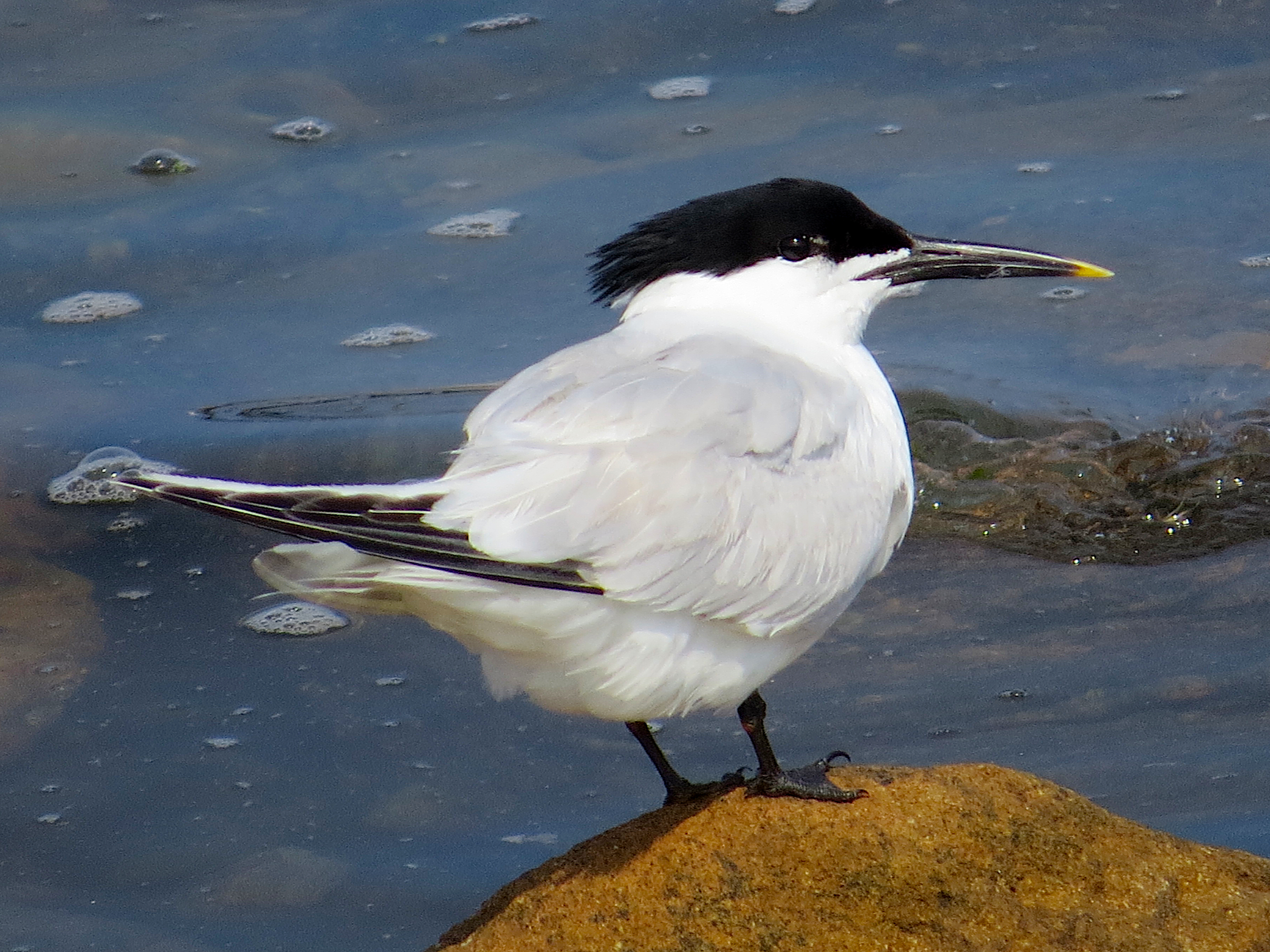
Häckningsdräkt, i juli i Northumberland.
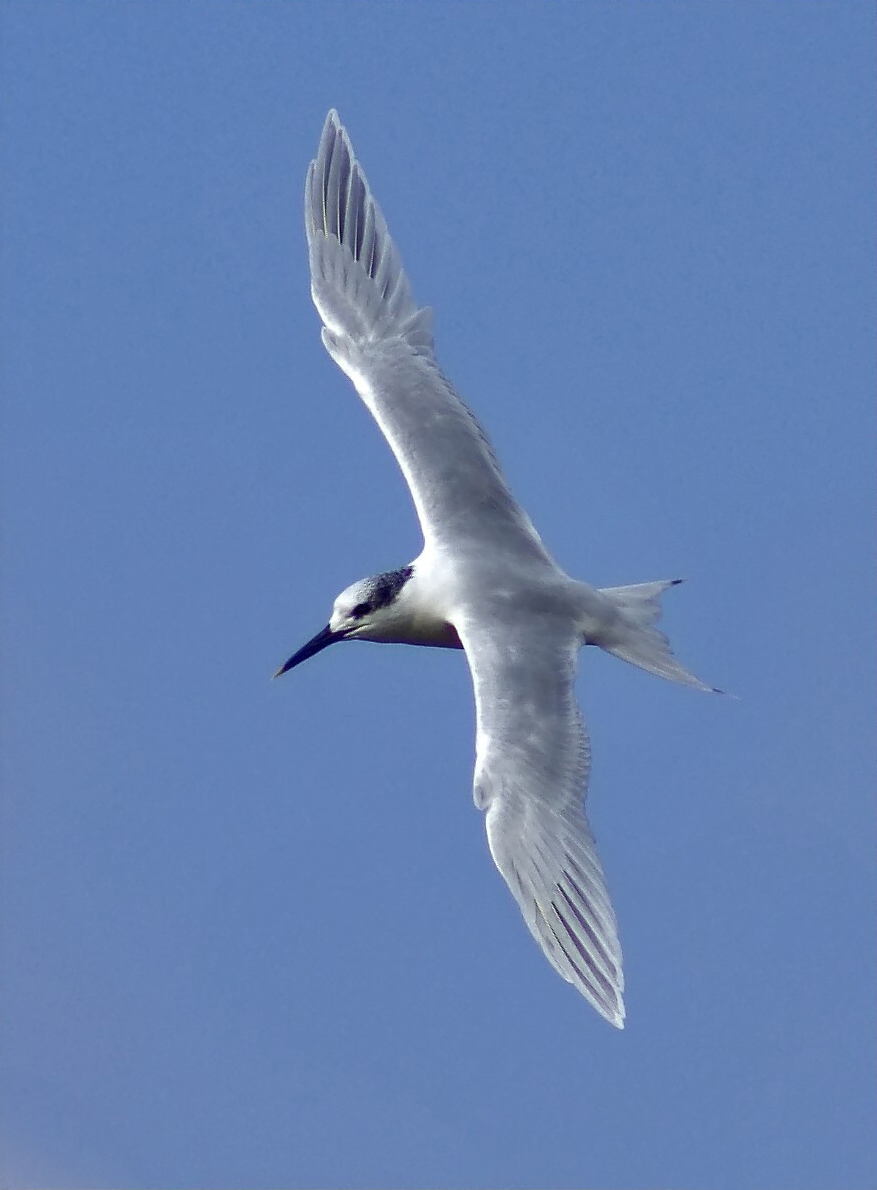
Vinterdräkt, i november i Spanien.
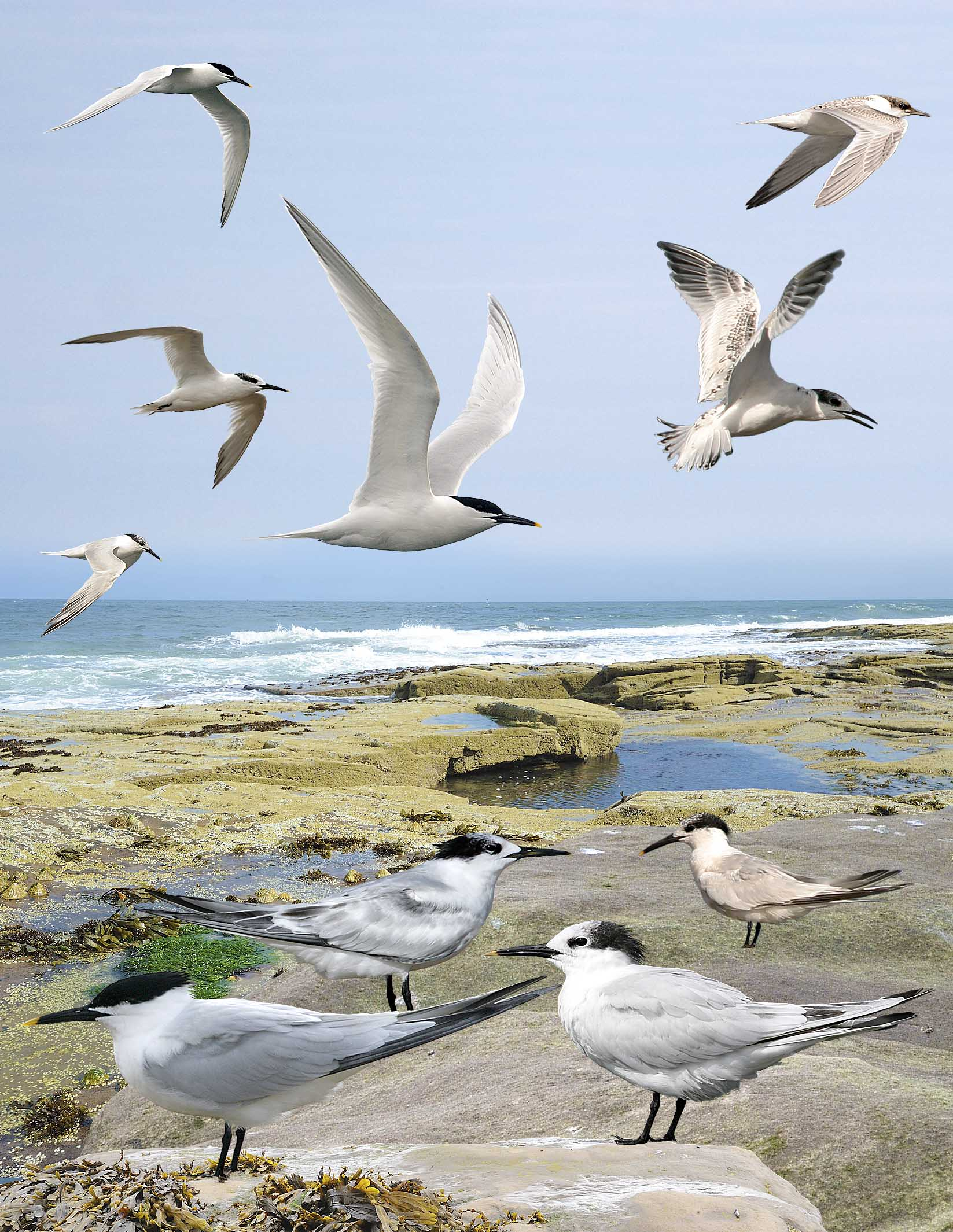
Olika åldrar och dräkt.

Amerikanska fåglar har kortare näbb och kraftigare näbbas. Hos det sydamerikanska taxonet eurygnatha är näbben dessutom helgul. Juvenila amerikanska kentska tärnor har gulaktig näbb och förhållandevis helvit rygg och vingtäckare, till skillnad från de i Gamla världen som har helmörk näbb och mer vattrad rygg och vingtäckare.

### Läte
Dess karakteristiska läte är knarrande och låter ungefär "kärrik". Vissa beskriver det som ljud av amalgam som trycks in i en tand.

## Utbredning och systematik

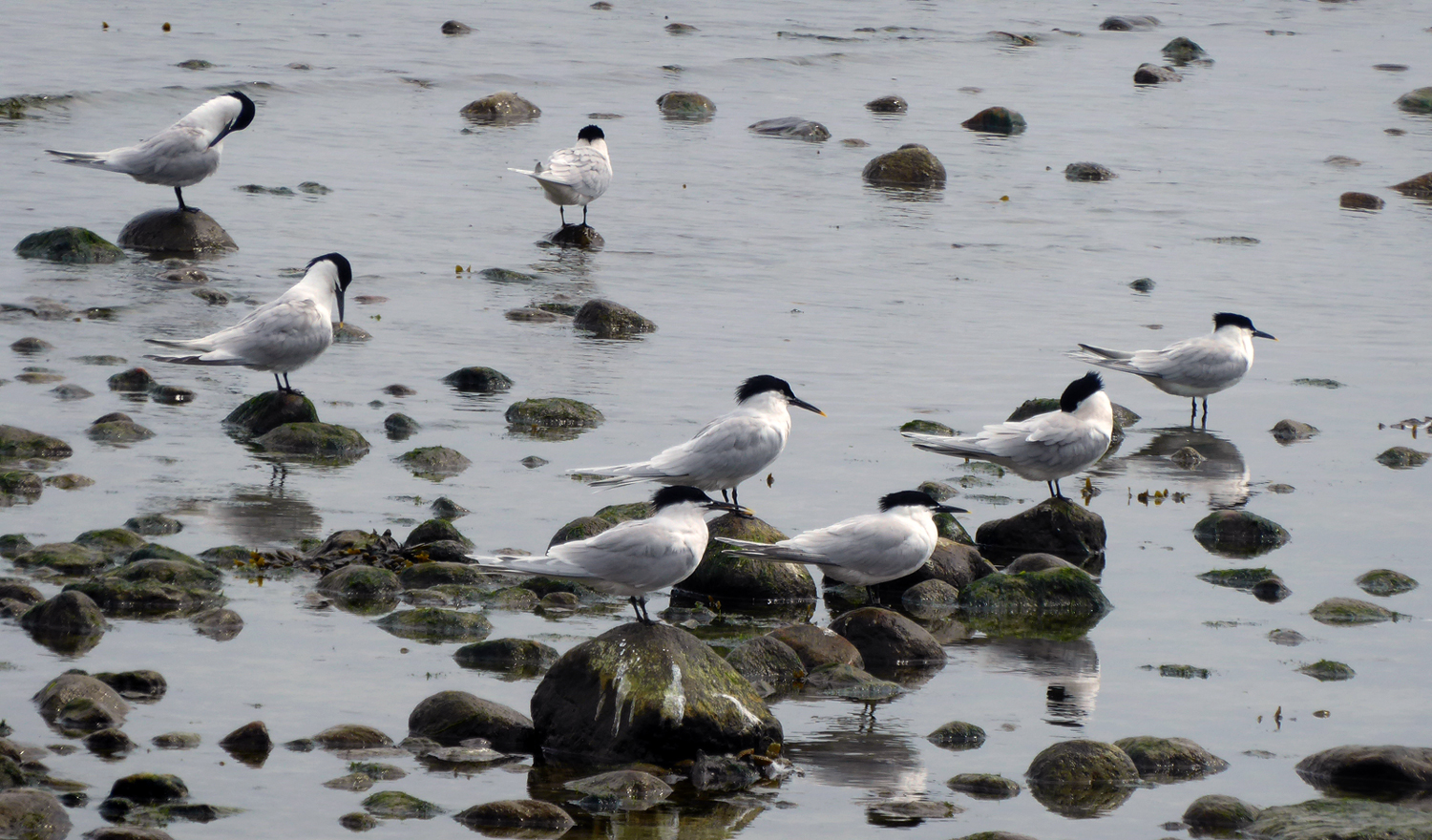
Rastande flock.

Kentsk tärna häckar dels i Europa och Asien utmed kusterna av Nordsjön, Östersjön, Atlanten, Medelhavet, Svarta havet och Kaspiska havet, dels i Nord- och Sydameria, från östra USA till Argentina. I Mellaneuropa förekommer de från mars till september. På vintern flyttar den till södra Europa och Afrika, ner till Sydafrika, medan amerikanska fåglar då kan ses även utmed Sydamerikas västkust, i syd till Peru. Arten delas in i tre underarter, med följande utbredning:
- Thalasseus sandvicensis sandvicensis – Europa till Kaspiska havet; vintertid till Sydafrika, Indien och Sri Lanka
- Thalasseus sandvicensis acuflavidus – kustnära sydöstra USA från Virginia söderut lokalt till Belize; vintertid utmed Mexikanska golfen till Karibien, Sydamerikas atlantkust till nordöstra Brasilien samt utmed stillahavskusten från Colombia till södra Peru
- Thalasseus sandvicensis eurygnathus – lokalt i Karibien (Puerto Rico och Jungfruöarna), öar utanför Venezuela och Guyanaregionen samt norra och östra Sydamerika från Franska Guyana till norra Argentina

Amerikanska fåglar av underarten acuflavidus har påträffats i Europa vid två tillfällen, 23 december 1978 i Nederländerna och 28 november 1984 i Herefordshire, Storbritannien. Båda fåglarna återträffades döda, och visade sig vara ringmärkta som ungar vid Cape Lookout i amerikanska North Carolina. 
De två amerikanska underarterna har tidvis kategoriserats som egen art, cayennetärna (T. acuflavidus, även kallad Cabots tärna), bland annat av BirdLife Sverige, framför allt efter studier av mitokondrie-DNA som indikerade att dessa är närmare besläktad med californiatärna än med fåglar i Gamla världen. I samband med anslutning till världslistan AviLists taxonomi i juni 2025 behandlar BirdLife Sverige dem dock återigen som en och samma art. I AviList motiveras sammanslagningen med avsaknad av skillnader i läten, komplex fenotypisk variation och brist på genomiska studier. I avsaknad av de senare kan parafylin gentemot californiatärnan förklaras av infångat mitokondrie-DNA från historisk hybridisering. 

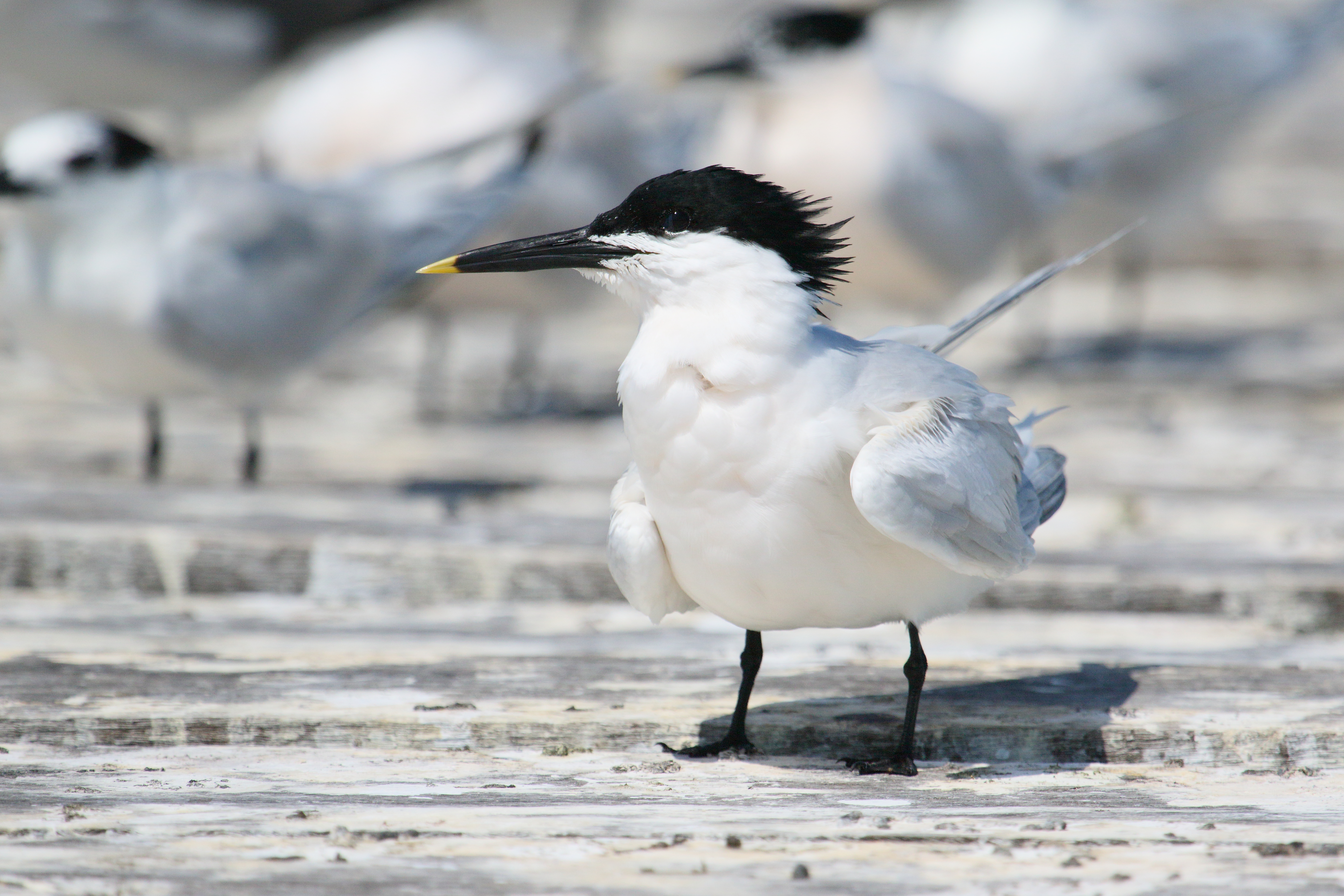
Underarten acuflavidus i häckningsdräkt.

Även taxonet eurygnathus har tidigare behandlats som en egen art på grund av sitt avvikande utseende. DNA-studier visar dock att den är mycket närbesläktad med acuflavidus. Det råder oenighet om taxonet ska behandlas som underart, som här, eller som en färgmorf. Studier visar nämligen att eurygnathus-tecknade fåglar förekommer i olika grad i artens hela utbredningsområde (förutom längst i norr) och att de blandhäckar i Västindien.

### Släktestillhörighet
Tidigare förde man en mängd tärnor till släktet Sterna. Fylogenetiska studier av Bridge et al. 2005 påvisade att den sammanslagningen inte gav monofyletiska släkten och man bestämde därför att dela upp familjen i fler släkten för att bättre spegla tärnornas utveckling och släktskap. På grund av detta förs kentsk tärna numera oftast till släktet Thalasseus tillsammans med bland andra kungstärna och iltärna. Vissa auktoriteter som IUCN för dock fortfarande dessa arter till släktet Sterna.

## Ekologi

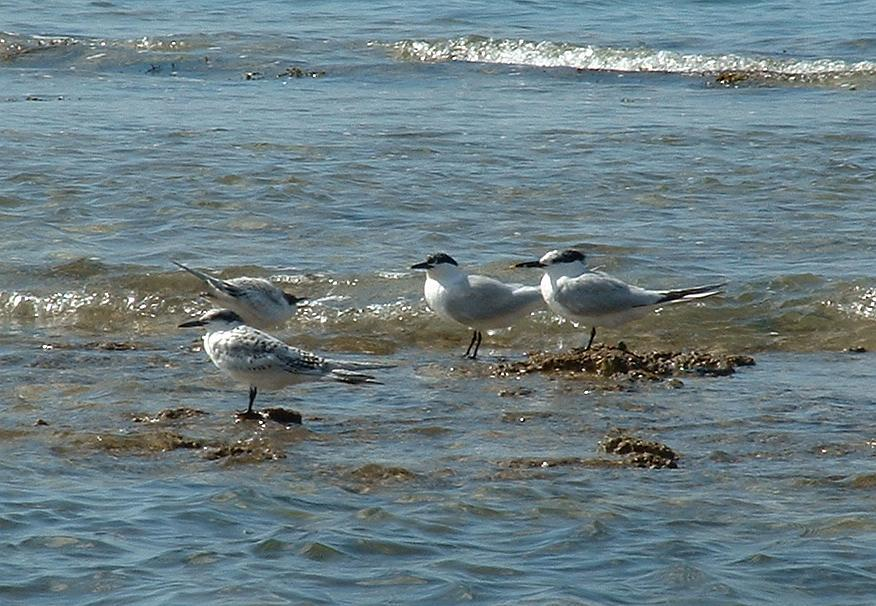
Kentska tärnor fotograferade den 19 augusti i Port Bourgeonnay i Frankrike. Till vänster två juvenila indivder och till höger två adulta som håller på att anlägga vinterdräkt.

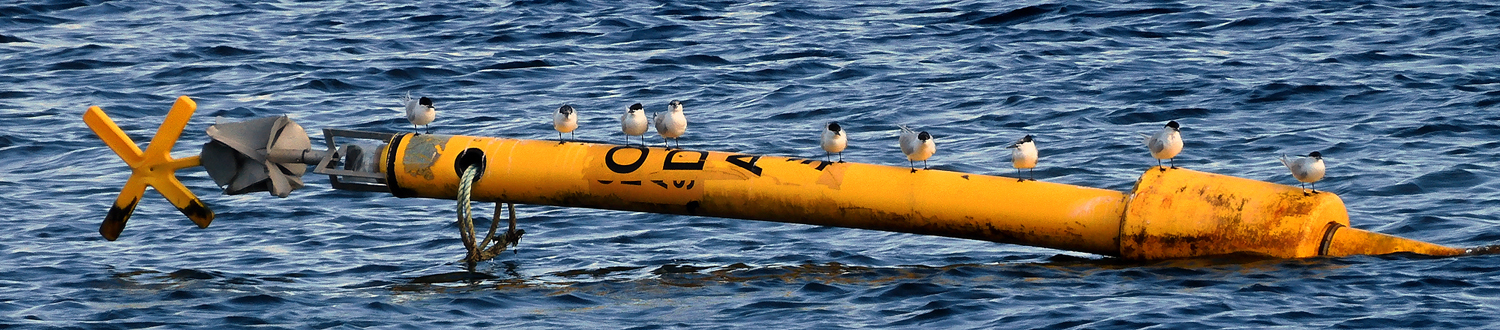
En liten flock rastar på ett grundstött sjömärke i Ystad 2022.

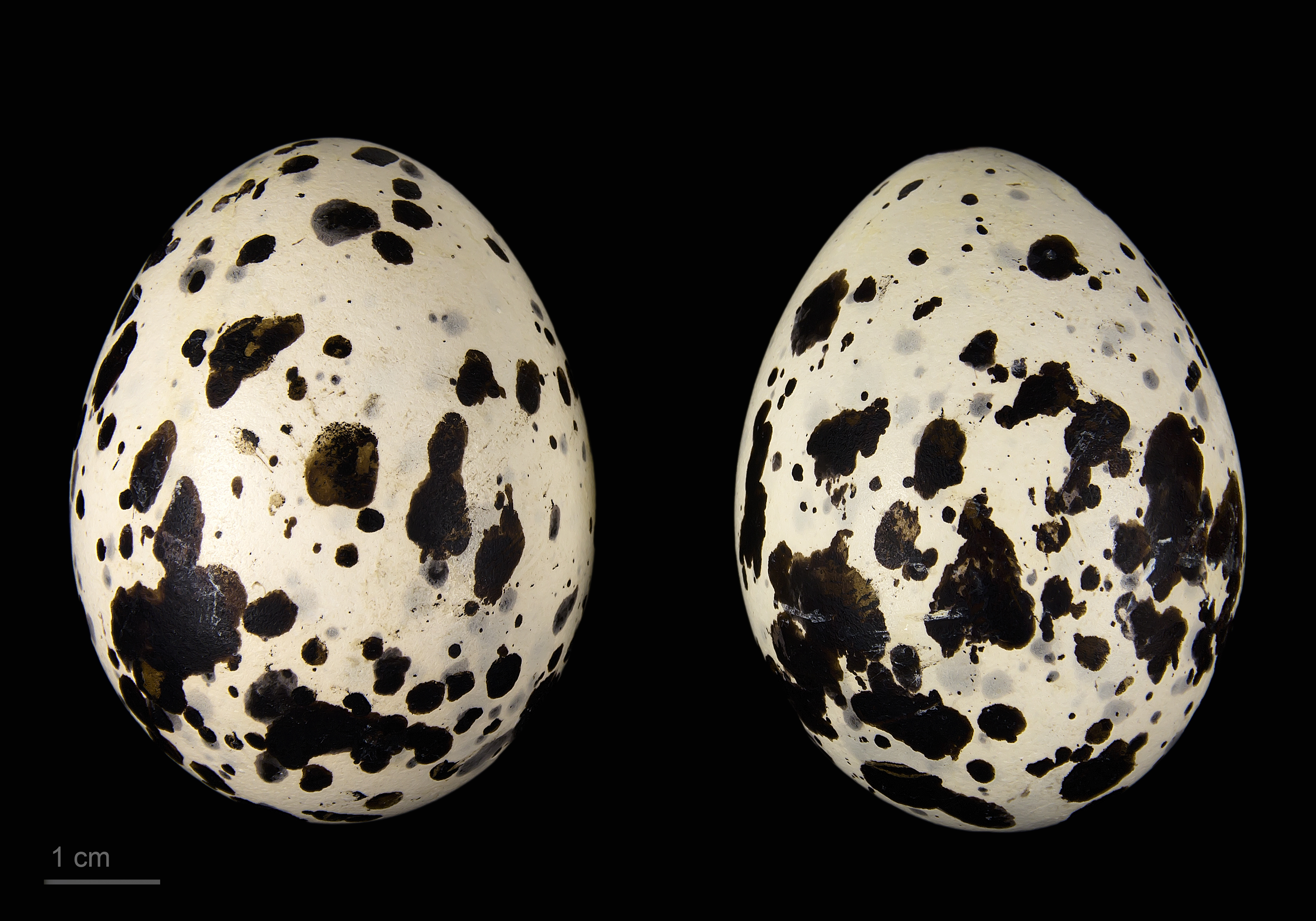
Ägg av kentsk tärna.

Kentska tärnan är en träffsäker störtdykare. Den tar huvudsakligen små fiskar vid kusten eller på öppet hav. Den livnär sig även av blötdjur, maskar och insekter.
Kentska tärnan lever vid kuster och små öar med grunt vatten och god tillgång på föda. Kentska tärnan blir könsmogen efter tre till fyra år. Den häckar i täta stora kolonier - nominatformen under perioden maj till juli. Den föredrar ganska ostörda små öar som häckningsplats. En häckningskoloni kan bestå av 1 000 till 9 000 par och upp till tio häckande par kan dela på en kvadratmeter. Den stora massan av fåglar kan skydda sig utmärkt mot fiender med skrik, flygning och avföring.
Boet är en högst 20 centimeter stor grop i sanddyner eller sandbankar. Båda föräldrar ruvar äggen, som är ett till tre stycken, i ungefär 24 dagar. Efter två dagar spatserar ungarna ut ur boet och utforskar omgivningen tillsammans med de andra ungfåglarna. Inom fyra till fem veckor blir ungfåglarna flygfärdiga och fortsätter då att försörjas av föräldrarna. Stormfloder och människor är de vanligaste hoten.

## Kentsk tärna och människan

### Status och hot
Arten har ett stort utbredningsområde och det finns inga tecken på vare sig några substantiella hot eller att populationen minskar. Utifrån dessa kriterier kategoriserar IUCN arten som livskraftig (LC).

#### Status i Sverige
Den första häckningen i Sverige observerades 1911 på Måkläppen utanför Falsterbo, och beståndet ökade sedan fram till 1970-talet, då det började minska. I 2005 års rödlista upptogs den som sårbar, i 2010 års rödlista som starkt hotad och i 2015 års lista återigen som sårbar. I 2020 års lista har den dock nedgraderats till nära hotad efter studier som visar att den återigen ökar i antal. Beståndet uppskattas idag till 1550 reproducerande individer.

### Namn
Namnet kentsk tärna kommer av att typexemplaret John Latham baserade sin vetenskapliga beskrivning på kom från engelska grevskapet Kent. Detta återspeglas också i det vetenskapliga artnamnet sandvicensis, som syftar på staden Sandwich i Kent.

### I kulturen
Arten spelar en viktig roll i Bo Baldersons deckare Statsrådets verk, där ett mordoffer, som är ornitolog, lockas i en fälla genom en falsk kentsk tärna.